# Trichosteleum taxithelioides
Trichosteleum taxithelioides är en bladmossart som beskrevs av Brotherus 1928. Trichosteleum taxithelioides ingår i släktet Trichosteleum och familjen Sematophyllaceae. Inga underarter finns listade i Catalogue of Life.